# پورروگ
پورروگ (به مجاری:  Porrog) یک منطقهٔ مسکونی در مجارستان است که در ناحیه چورگو واقع شده‌است. پورروگ ۱۴٫۰۲ کیلومتر مربع مساحت و ۲۱۱ نفر جمعیت دارد.